# جانکارلو ربیزی
جانکارلو ربیزی (انگلیسی: Giancarlo Rebizzi؛ زادهٔ ۵ اکتبر ۱۹۳۳) بازیکن فوتبال اهل ایتالیا است.
از باشگاه‌هایی که در آن بازی کرده‌است می‌توان به باشگاه فوتبال اینتر میلان، باشگاه فوتبال تریستیانا، باشگاه فوتبال برشا، و باشگاه فوتبال باری اشاره کرد.